# Indalsälven
Az Indalsälven Észak-Svédország nagy folyói közül az egyik legbővebb vizű. Több más néven is emlegetik: Jämtlandsälven, Litsälven, illetve Storsjöälven   A nagyjából vele párhuzamosan futó társaihoz hasonlóan a Skandináv-hegység vízválasztójának keleti oldalán ered és a Botteni-öbölbe torkollik. Szinte teljes hosszában vízerőművek aknázzák ki energiáját. 

## Földrajzi leírása
Az Indalsälven forrásai a Skandináv-hegység keleti oldalán, Jämtland megye fjellvidékén vannak. Innen folyik a Storsjön tóig, ami Östersund mellett fekszik. Ez a tó természetes víztározóként is működik, a téli időszakra némi duzzasztással itt tárolják a vizet az erőművek számára. Legfontosabb mellékfolyói a Järpströmmen, Långan, Hårkan és az Ammerån. A legalsó vízerőmű mintegy 10 kilométerre a tengertől található. Ez alatt még egy mellékfolyót, a Ljustorpsånt fogad be az Indalsälven, amely Timrå község területén éri el a Botteni-öblöt, illetve annak Klingerfjärden nevű öblét, fördéjét. Az Indalsälven torkolata Svédország legnagyobb deltája. A homokréteg vastagsága a sziklatalaj felett eléri a 60 métert. A faúsztatások korában, az 1970-es évekig, az itteni homokszigeteken vontatták partra a fatörzseket.

## Fordítás
- Ez a szócikk részben vagy egészben a Indalsälven című svéd Wikipédia-szócikk ezen változatának fordításán alapul.  Az eredeti cikk szerkesztőit annak laptörténete sorolja fel. Ez a jelzés csupán a megfogalmazás eredetét és a szerzői jogokat jelzi, nem szolgál a cikkben szereplő információk forrásmegjelöléseként.